# Shawn Long
Shawn Long (ur. 29 stycznia 1993 w Morgan City) – amerykański koszykarz występujący na pozycji silnego skrzydłowego, obecnie zawodnik Levanga Hokkaido Sapporo.
28 czerwca 2017 trafił do Houston Rockets w zamian za wybór II rundy draftu 2018 oraz zobowiązania gotówkowe. 26 września został zwolniony przez zespół z Teksasu.
18 czerwca 2021 dołączył do japońskiego Levanga Hokkaido Sapporo.

## Osiągnięcia
Stan na 12 maja 2021, na podstawie, o ile nie zaznaczono inaczej.
NCAA
- Uczestnik turnieju NCAA (2014)
- Mistrz turnieju konferencji Sun Belt (2014)
- Zawodnik Roku Konferencji Sun Belt (2016)
- Najlepszy pierwszoroczny zawodnik konferencji Sun Belt (2013)
- Zaliczony do:
  - składu Honorable Mention All-American (2016 przez Associated Press)
  - I składu:
    - Sun Belt (2014–2016)
    - turnieju Sun Belt (2016)

  - II składu Sun Belt (2013)
- Uczestnik akademickiego meczu gwiazd (2016)
- Lider:
  - strzelców konferencji Sun Belt (2016)
  - Sun Belt w:
    - bokach (2014–2016)
    - średniej zbiórek (2014–2016)
    - skuteczności rzutów z gry (2014–2016)
    - liczbie:
      - zbiórek (2013–2016)
      - strat (2016 – 91)
      - fauli (2014 – 119)
      - celnych (160) i oddanych (235) rzutów wolnych (2016)
      - celnych rzutów z gry (2014, 2016)

Indywidualne
- Zagraniczny MVP ligi południowokoreańskiej (2021)
- Uczestnik meczu gwiazd NBA D-League (2017)
- Zaliczony do II składu:
  - D-League (2017)[7]
  - NBL (2019)
- Gracz tygodnia D-League (9 stycznia 2017)
- Liderzy australijskiej ligi NBL w zbiórkach (2020)

Reprezentacja
- Brązowy medalista igrzysk panamerykańskich (2015)